# Campo Patricia
Campo Patricia är en ort i Mexiko.   Den ligger i kommunen Culiacán och delstaten Sinaloa, i den västra delen av landet, 1 000 km nordväst om huvudstaden Mexico City. Campo Patricia ligger 15 meter över havet och antalet invånare är 208.
Terrängen runt Campo Patricia är mycket platt. Runt Campo Patricia är det ganska tätbefolkat, med 155 invånare per kvadratkilometer. Närmaste större samhälle är Villa de Costa Rica, 7,4 km nordost om Campo Patricia. Trakten runt Campo Patricia består till största delen av jordbruksmark.